# Combat d'Abala
Guerre du Sahel
Batailles
- Tlemss
- 1re Tilwa
- Tabankort
- Ouraren
- Adrar Bouss
- Agadez et Arlit
- Tchibarakaten
- Mangaïzé
- Tazalit
- 1re Bani Bangou
- 2e Tilwa
- Wanzarbé
- Abala
- Midal
- 1re Tongo Tongo
- 1re Ayorou
- 2e Tongo-Tongo
- Baley Beri
- 1re Inates
- 2e Inates
- Sanam
- Chinégodar
- 2e Ayorou
- 2e Bani Bangou
- Taroun
- Torodi
- Adabda
- Intagamey
- Koutougou
- Tabatol
- Takanamat
- Teguey
- Chatoumane

Le combat d'Abala a lieu le 31 mai et le 1er juin 2017 pendant la guerre du Sahel.

## Déroulement
L'attaque a lieu en fin d'après-midi, vers 19 heures. Les djihadistes attaquent avec 11 à 14 pick-up, dont au moins deux équipés de mitrailleuses de 14,5 mm,. Selon RFI, ces derniers sont commandés par Mohamed Ag Almouner, dit « Tinka ». Les assaillants arrivent en plaçant en tête de leur colonne des véhicules volé à l'armée nigérienne lors d'un raid sur Ayorou le 11 mai, ce qui surprend les militaires nigériens,,. Les combats cessent à la tombée de la nuit, les djihadistes se replient alors en emportant au moins quatre véhicules.
L'armée nigérienne mène cependant des opérations de ratissage et de poursuites et les combats reprennent le lendemain à la frontière avec le Mali, près de Banibangou,,,. L'armée engage notamment des avions et des hélicoptères et aurait repris deux des quatre véhicules capturés la veille,. L'armée française engage également des Mirage 2000.
Les combats se portent ensuite à l'intérieur du Mali, dans la région de Ménaka, où l'armée malienne, l'armée française et les miliciens touaregs du GATIA et du MSA interviennent.

## Les pertes
Selon une source sécuritaire de l'AFP, l'attaque fait six morts, quatre gardes nationaux et deux gendarmes,. Un autre est porté disparu.
Selon l'armée française, à l'issue des combats du 1er juin, « l'essentiel du groupe d’assaillants » est mis « hors de combat » et « une partie du matériel subtilisé lors de l’attaque » est récupérée. Selon des sources sécuritaires de RFI, quinze djihadistes ont été tués.

## Revendication
Les forces de l'État islamique dans le Grand Sahara dirigées par Adnane Abou Walid Al-Sahraoui sont suspectées d'être les auteurs de l'attaque. Fin juin, Al-Sahraoui accuse dans une missive les Touaregs imghad et daoussahak d'être les complices de la France et du Niger, et menace particulièrement Moussa Ag Acharatoumane, le chef du MSA, et El Hadj Ag Gamou, le chef du GATIA,.
L'État islamique dans le Grand Sahara revendique l'attaque le 12 janvier 2018, dans un communiqué publié via l'Agence Nouakchott Information (ANI), une agence privée mauritanienne,,.